# Триада Уиппла
Триада Уиппла — проявление комплекса клинических симптомов, которые сочетаются с изменением биохимических показателей крови на фоне проведения трёхдневной пробы с голоданием:
- появление гипогликемической симптоматики (нейрогликопенической и адренергической);
- падение уровня глюкозы крови ниже 2,5 ммоль/л;
- купирование приступа внутривенным введением глюкозы.

У больных с инсулиномой обычно триада Уиппла проявляется в течение 12-18 часов при проведении пробы с трёхдневным голоданием.

## Эпоним
Проба получила название в честь американского хирурга Алена Олдфазера Уиппла, англ. A. O. Whipple (02.09.1881 — 06.04.1963).